# Seweryn Gołębiowski
Seweryn Gołębiowski (ur. 8 stycznia 1820 w Puławach, zm. 20 maja 1854 w Dziwoczkach koło Żytomierza) – historyk, biograf.  

## Życiorys
Był synem Łukasza i Józefy z Pułaskich. Kształcił się w Warszawie i Lublinie, gdzie ukończył gimnazjum im. Stanisława Staszica w 1837. Studia rozpoczął w Uniwersytecie Petersburskim, jednakże w 1838 został aresztowany (w związku ze sprawą Konarskiego) i zesłany do Permu. Pracował tam nad opanowaniem języków obcych, odbywając jednocześnie służbę w kancelarii gubernatora. W 1843 przeniesiony do Grodna, gdzie przebywał do 1844. Pod koniec 1844 umiera mu matka, Seweryn przyjechał wówczas do ojca do Kaźmierówki, aby wspierać go swoją obecnością. W 1845 wyjechał do Jadowa do dóbr Andrzeja Zamoyskiego. Roczna praktyka w rolnictwie utwierdza go w przekonaniu, że nie jest to jego powołanie. W latach 1846–1847 przebywał w Odessie i pracował jako nauczyciel domowy dzieci Pani Pinińskiej. Zbiera tam materiały historyczne i prowadzi korespondencję naukową. W latach 1848–1849 przebywa z ojcem w Hrubieszowie i opracowuje dwutomowe dzieło „Czasy Zygmunta Augusta”. 7 stycznia 1849 umiera mu ojciec. W 1850 wyjeżdża do Wilna, gdzie kończy rozpoczęte dzieło o czasach zygmuntowskich i tu je wydaje. Postanowiwszy poświęcić się pracy nad historią przeniósł się do Warszawy, zamieszkał w Pałacu Zamoyskich i zaczął gromadzi materiały o działalności J. Zamoyskiego i S. Żółkiewskiego. Gdy zachorował na „chorobę piersiową” i lekarze zalecili mu wyjazd na wieś, jego przyjaciel Modzelewski daje mu w dzierżawę wieś Dziwoczki koło Żytomierza. W kilkanaście dni po przybyciu na miejsce (20 maja 1854) umiera na gruźlicę.

## Wybrane publikacje
- Czasy Zygmunta Augusta. Wilno: 1851. Brak numerów stron w książce
- Pamiętnik o życiu Łukasza Gołębiowskiego. 1852. Brak numerów stron w książce
- Wezwanie na tron króla Henryka. „Biblioteka Warszawska”, 1854.brak numeru strony